# Epilobi
Epilobi (Epilobium) és un gènere de plantes amb flors de la familia onagràcia. Té de 160 a 200 espècies de distribució cosmopolita. Abunden en les regions subàrtiques, temperades i subantàrtiques. En regions tropicals i subtropicals queden restringides a biomes freds de muntanya com ho són les terres altes de Nova Guinea.
Als Països Catalans són autòctones les espècies següents: Epilobium angustifolium (Cameneri), Epilobium hirsutum, Epilobium parviflorum, Epilobium alpestre, Epilobium palustre, Epilobium nutans, Epilobium lanceolatum, Epilobium obscurum, Epilobium tetragonum, Epilobium anagallidifolium, Epilobium collinum, Epilobium montanum, Epilobium duriaei, Epilobium roseum i Epilobium alsinifolium.

## Taxonomia
La taxonomia d'aquest gènere ha variat segons els botànics. Actualment s'hi inclouen els gèneres que abans eren independents de Boisduvalia, Chamaenerion, Chamerion, Pyrogennema i Zauschneria. Chamerion segons alguns botànics no s'hi inclouria.

## Descripció i ecologia
La majoria són plantes herbàcies ja sien anuals o perennes, poques són subarbusts. Les fulles són oposades o en verticils i en poques espècies les fulles són oposades. Les flors són normalment petites, tenen quatre pètals normalment de color rosat però hi ha espècies amb flors de color vermell, taronja o groc. En el grup Chamerion les flors són més grosses i de color magenta brillant. Els fruits són càpsules primes i cilíndriques amb nombroses llavors embolicades amb una mena de seda que el vent dispersa (vil·lans).
Els epilobis sovint són plantes pioneres i dominants en els hàbitats adequats per a elles (normalment en zones humides).

## Taxonomia

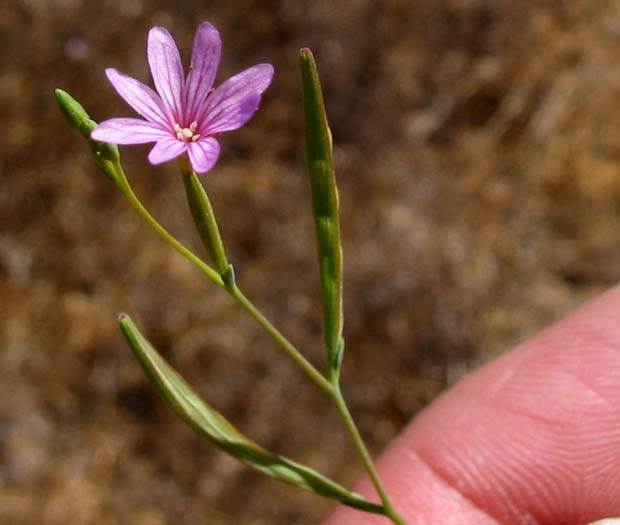
(Epilobium brachycarpum)

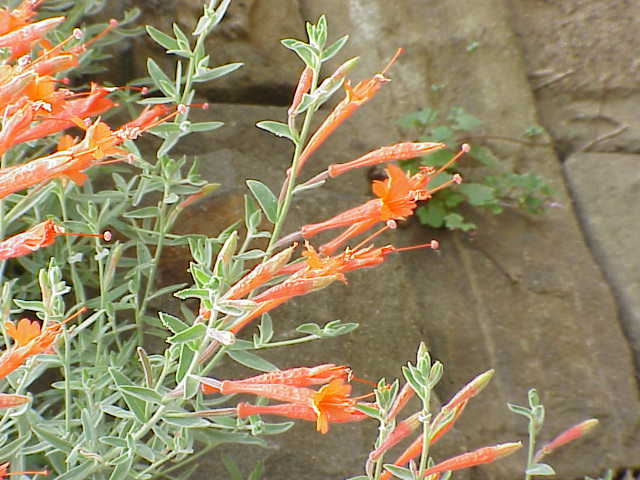
(Epilobium canum)

| Secció Boisduvalia - Epilobium densiflorum – Denseflower Willowherb, Dense Spike-primrose, Dense Boisduvalia - Epilobium pallidum – - Epilobium pygmaeumPlantilla:Verify source – - Epilobium subdentatum (Meyen) Lievens & Hoch - Epilobium torreyi – Secció Cordylophorum Subsection Nuttalia - Epilobium suffruticosum Nutt. ex Torr. & A.Gray – Subsection Petrolobium - Epilobium nevadense Munz – - Epilobium nivium Brandegee – | Secció Crossostigma - Epilobium foliosum – Califòrnia b - Epilobium minutum – Secció Epilobiopsis - Epilobium campestre (Jeps.) Hoch & W.L.Wagner - Epilobium cleistogamum – Secció Macrocarpa - Epilobium rigidum – Siskiyou Secció Xerolobium - Epilobium brachycarpum – Secció Zauschneria - Epilobium canum – Califòrnia-fuchsia, - Epilobium septentrionale – |

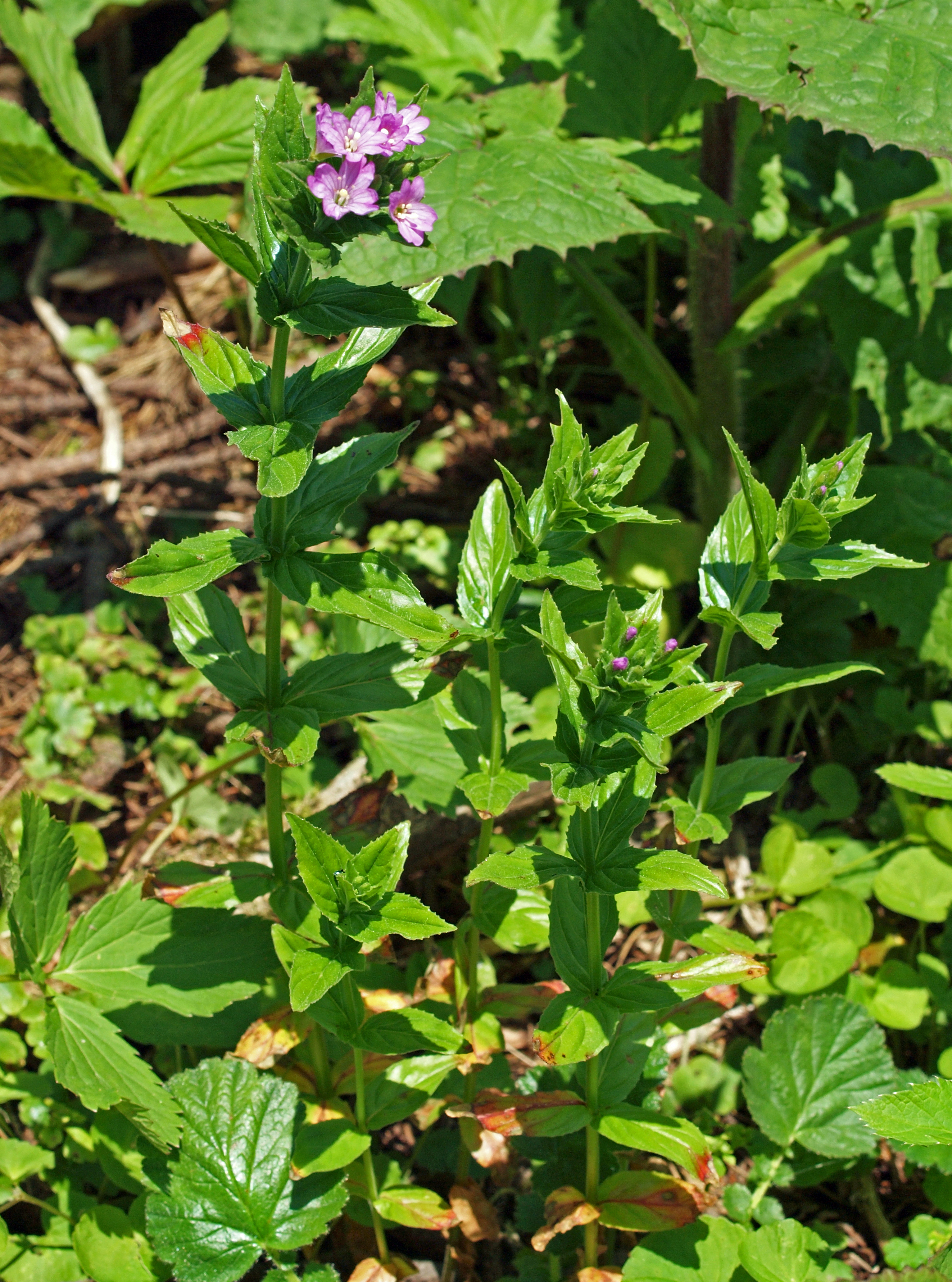
Epilobium alpestre

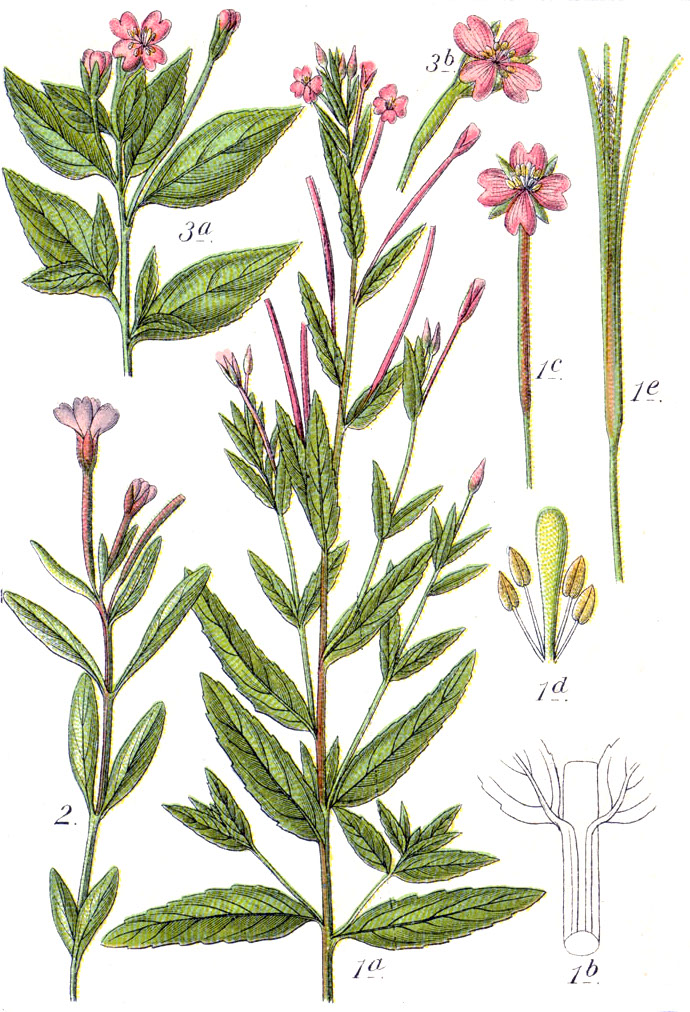
Dalt a l'esquerra: Epilobium alsinifolium
Sota a l'esquerra: Epilobium anagallidifolium
Centre: Epilobium tetragonum

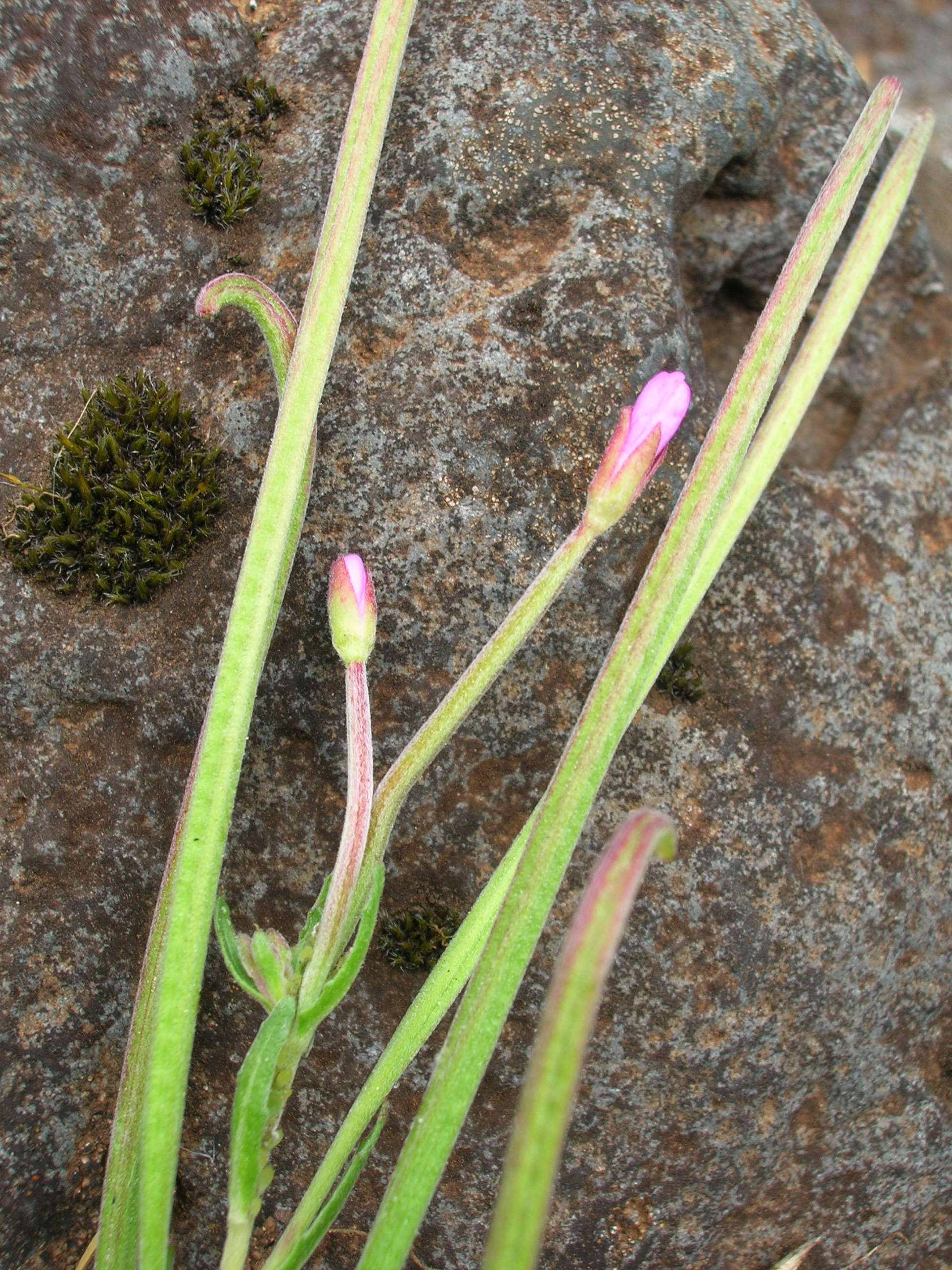
Epilobium billardierianum

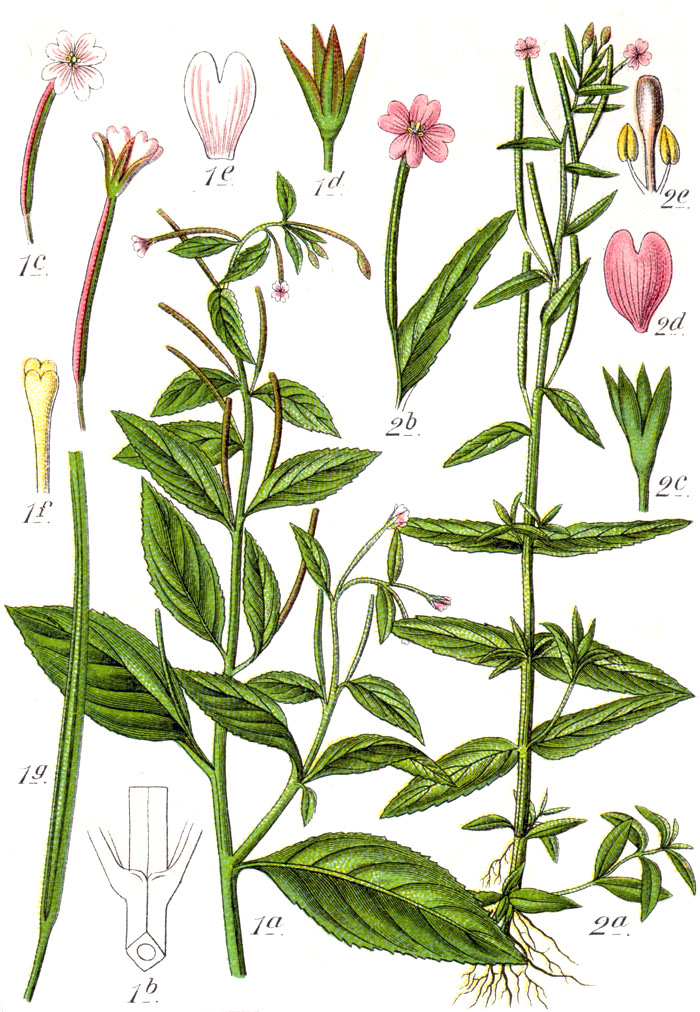

Secció Epilobium
 (Epilobium roseum)
Right: (Epilobium obscurum)
| - Epilobium aitchisonii P.H.Raven - Epilobium algidum M.Bieb. - Epilobium alpestre (Jacq.) Krock. - Epilobium alsinifolium Vill. – - Epilobium alsinoides A.Cunn. - Epilobium alsinoides ssp. alsinoides - Epilobium alsinoides ssp. atriplicifolium (A.Cunn.) P.H.Raven & Engelhorn - Epilobium alsinoides ssp. tenuipes (Hook.f.) P.H. Raven & Engelhorn - Epilobium amurense Hausskn. - Epilobium amurense ssp. amurense - Epilobium amurense ssp. cephalostigma (Hausskn.) C.J.Chen, Hoch & P.H.Raven - Epilobium anagallidifolium – Alpine Willowherb, Pimpernel Willowherb - Epilobium anatolicum Hausskn. - Epilobium anatolicum ssp. anatolicum - Epilobium anatolicum ssp. prionophyllum (Hausskn.) P.H.Raven - Epilobium angustum (Cheeseman) P.H. Raven & Engelhorn - Epilobium arcticum Sam. – Arctic Willowherb (sometimes included in E. davuricumPlantilla:Verify source) - Epilobium astonii (Allan) P.H.Raven & Engelhorn - Epilobium atlanticum Litard. & Maire - Epilobium australe Poeppig & Hausskn. - Epilobium barbeyanum H.Lév. - Epilobium billardierianum Ser. – Glabrous Willowherb - Epilobium billardierianum ssp. billardierianum - Epilobium billardierianum ssp. cinereum (A.Rich.) P.H.Raven & Engelhorn - Epilobium billardierianum ssp. hydrophilum P.H. Raven & Engelhorn - Epilobium billardierianum ssp. intermedium P.H. Raven & Engelhorn - Epilobium blinii H.Lév. - Epilobium brevifolium D.Don - Epilobium brevifolium ssp. brevifolium - Epilobium brevifolium ssp. trichoneurum (Hausskn.) P.H.Raven - Epilobium brevipes Hook.f. - Epilobium brevisquamatum P.H.Raven - Epilobium brunnescens (Cockayne) P.H. Raven & Engelhorn – - Epilobium brunnescens ssp. beaugleholei K.R.West & P.H.Raven - Epilobium brunnescens ssp. brunnescens - Epilobium brunnescens ssp. minutiflorum (Cockayne) P.H. Raven & Engelhorn - Epilobium capense Buchinger ex Hochst. - Epilobium chionanthum Hausskn. - Epilobium chitralense P.H.Raven - Epilobium chlorifolium Hausskn. - Epilobium ciliatum – - Epilobium clarkeanum Hausskn. - Epilobium clavatum – Talus Willowherb, - Epilobium collinum C.C.Gmelin - Epilobium coloratum Biehler – - Epilobium confertifolium Hook.f. - Epilobium confusum Hausskn. - Epilobium conjungens Skottsb. - Epilobium crassum Hook.f. - Epilobium curtisiae P.H.Raven - Epilobium cylindricum D.Don - Epilobium davuricum Fisch. ex Hornem. – | - Epilobium densifolium Hausskn. - Epilobium denticulatum Ruiz & Pav. - Epilobium detzneranum Schltr. ex Diels - Epilobium duriaei Gay ex Godr. - Epilobium fangii C.J.Chen, Hoch & P.H.Raven - Epilobium fastigiatoramosum Nakai - Epilobium fauriei H.Lév. - Epilobium forbesii Allan - Epilobium fragile Sam. - Epilobium frigidum Hausskn. - Epilobium fugitivum P.H. Raven & Engelhorn - Epilobium gemmascens C.A.Mey. - Epilobium glabellum G.Forst. – - Epilobium glaberrimum – - Epilobium glaciale P.H.Raven - Epilobium glaucum Phil. - Epilobium gouldii P.H.Raven - Epilobium gracilipes Kirk - Epilobium griffithianum Hausskn. - Epilobium gunnianum Hausskn. - Epilobium halleanum – - Epilobium hectorii Hausskn. - Epilobium hirsutum – - Epilobium hirtigerum A.Cunn. - Epilobium hohuanense S.S.Ying - Epilobium hooglandii P.H.Raven - Epilobium hornemannii Rchb. – - Epilobium hornemannii ssp. behringianum (Hausskn.) Hoch & P.H.Raven - Epilobium hornemannii ssp. hornemannii - Epilobium howellii – Yuba Pass, - Epilobium indicum Hausskn. - Epilobium insulare Hausskn. - Epilobium kermodei P.H.Raven - Epilobium keysseri Diels - Epilobium kingdonii P.H.Raven - Epilobium komarovianum H.Lév. – - Epilobium lactiflorum – - Epilobium lanceolatum Sebast. & Mauri – * Epilobium laxum Royle - Epilobium leiophyllum Hausskn. - Epilobium leptocarpum Hausskn. – - Epilobium leptophyllum – - Epilobium luteum Pursh – - Epilobium macropus Hook. - Epilobium margaretiae Brockie - Epilobium matthewsii Petrie - Epilobium maysillesii Munz - Epilobium melanocaulon Hook. - Epilobium microphyllum A.Rich. - Epilobium minutiflorum Hausskn. - Epilobium mirabile Trel. – - Epilobium montanum – Broad-leaved Willowherb - Epilobium nankotaizanense Yamam. – Nankotaizan - Epilobium nerteroides A.Cunn. - Epilobium nivale Meyen - Epilobium nummulariifolium R.Cunn. ex A.Cunn. - Epilobium nutans F.W.Schmidt - Epilobium obcordatum – - Epilobium obscurum Schreb. – | - Epilobium oreganum – Grants Pass Willowherb, Oregon - Epilobium oregonense – Oregon Willowherb - Epilobium pallidiflorum Sol. ex A.Cunn. - Epilobium palustre – Marsh Willowherb - Epilobium pannosum Hausskn. - Epilobium parviflorum Schreb. – - Epilobium pedicellare C.Presl - Epilobium pedunculare A.Cunn. – - Epilobium pengii C.J.Chen, Hoch & P.H.Raven - Epilobium pernitens Cockayne & Allan - Epilobium perpusillum Hausskn. - Epilobium petraeum Heenan - Epilobium pictum Petrie - Epilobium platystigmatosum C.B.Rob. - Epilobium ponticum Hausskn. - Epilobium porphyrium G.Simpson - Epilobium prostratum Warb. - Epilobium psilotum Maire & Sam. - Epilobium pubens A.Rich. - Epilobium puberulum Hook. & Arn. - Epilobium purpuratum Hook.f. - Epilobium pycnostachyum Hausskn. - Epilobium pyrricholophum Franch. & Sav. - Epilobium rechingeri P.H.Raven - Epilobium rhynchospermum Boiss. - Epilobium roseum Schreb. – Pale Willowherb - Epilobium roseum ssp. consimile (Hausskn.) P.H.Raven - Epilobium roseum ssp. roseum - Epilobium roseum ssp. subsessile (Boiss.) P.H.Raven - Epilobium rostratum Cheeseman - Epilobium rotundifolium G.Forst. - Epilobium royleanum Hausskn. - Epilobium rupicolum Pavlov - Epilobium salignum Hausskn. - Epilobium sarmentaceum Hausskn. - Epilobium saximontanum Hausskn. – - Epilobium sikkimense Hausskn. - Epilobium sinense H.Lév. - Epilobium siskiyouense – Siskiyou - Epilobium smithii H.Lév. - Epilobium staintonii P.H.Raven - Epilobium stereophyllum Fresen. - Epilobium stracheyanum Hausskn. - Epilobium strictum Muhl. – - Epilobium subalgidum Hausskn. - Epilobium subcoriaceum Hausskn. - Epilobium subnivale Popov ex Pavlov - Epilobium taiwanianum C.J.Chen, Hoch & P.H.Raven - Epilobium tasmanicum Hausskn. - Epilobium tetragonum L. – - Epilobium tetragonum ssp. lamyi (F.W.Schultz) Nyman - Epilobium tetragonum ssp. tetragonum - Epilobium tetragonum ssp. tournefortii (Michalet) H.Lév. - Epilobium tianschanicum Pavlov - Epilobium tibetanum Hausskn. - Epilobium trichophyllum Hausskn. - Epilobium vernonicum Snogerup - Epilobium wallichianum Hausskn. - Epilobium warakense Nábelek - Epilobium wattianum Hausskn. - Epilobium williamsii P.H.Raven - Epilobium willisii P.H. Raven & Engelhorn - Epilobium wilsonii Cheeseman - Epilobium × wisconsinense Ugent – Wisconsin (= E. ciliatum ssp. ciliatum × E. coloratum) |

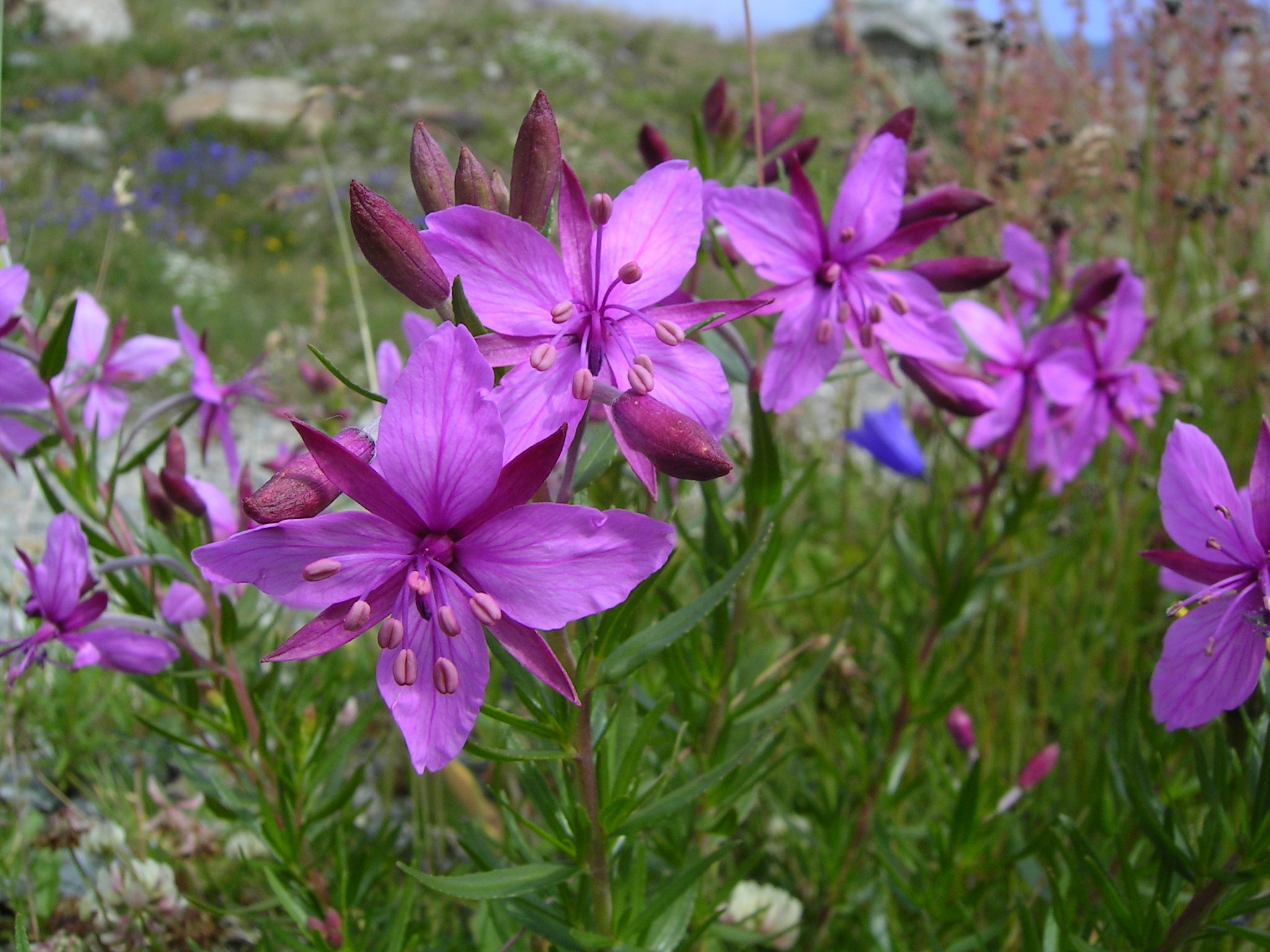
Chamerion fleischeri/Epilobium fleischeri

### GrupChamerion
| Secció Chamerion - Epilobium angustifolium – Cameneri, Rosebay Willowherb; yanagiran - Epilobium conspersum - Epilobium latifolium – - Epilobium speciosum | Secció Rosmarinifolium - Epilobium colchicum - Epilobium dodonaei - Epilobium fleischeri - Epilobium stevenii |

## Usos
Moltes són males herbes dels Mjardins humits, d'altres són plantes ornamentals. Epilobium angustifolium (cameneri)és l'emblema floral del territori del Yukon al Canadà del comtat de Londres, del comtat de Hedmark a Noruega i de la regió finlandesa del sud d'Ostrobòtnia.
També es fa servir el cameneri com edulcorant al nord-oest d'Amèrica del Nord. Del seu nèctar les abelles en fan mel, molt apreciada. Les fulles brots i arrels del cameneri són comestibles i tenen propietats medicinals.